# Tarsila do Amaral
Tarsila do Amaral, född 1 september 1886 i Capivari, död 17 januari 1973 i São Paulo, var en brasiliansk målare och skulptör. Från att ha varit kubist övergick hon 1928 att inspireras av brasilianska människor och brasiliansk kultur i sina målningar. Senare blev konsten socialrealistisk.

## Eftermäle
Nedslagskratern Amaral på planeten Merkurius och asteroiden 4123 Tarsila är uppkallade efter henne.